# Jordi Sànchez i Picanyol
Jordi Sànchez i Picanyol (španělsky občas: Jorge Sánchez Picañol, nar. 1. října 1964 v Barceloně) je katalánský kulturní aktivista, a odhodlaný katalánský patriot. Stoupenec aktivního separatismu a sebeurčení Katalánska jako suverénního státu. Povoláním je politolog, profesor společenských věd na Barcelonské univerzitě a hostujícím nebo krátkodobým profesorem na řadě dalších univerzit.

## Veřejná činnost
Od poloviny léta 2017 aktivita jím řízených veřejných uskupení podstatně zesílila obdobně jak tomu bývá i v jiných přerodných procesech o sebeurčení, přerostla z kulturní i do politické podoby. Činnost představitelů (jeho a jeho kolegy Jordi Cuixarta i Navarro) byla shledána v Madridu jako centru moci jako nebezpečná pro tuhou jednotu Španělské monarchie a jako taková kriminalizována, 16. října 2017 byli oba činitelé vzati do vazby za organizování manifestací za sebeurčení. Ovšem i jejich uvěznění samo se vzápětí stalo předmětem dalších masových spontánních demonstrací.. V katalánské veřejnosti i části mezinárodní veřejnosti je vnímán jako politický vězeň a jeho uvěznění otevřelo debatu na téma legality a práva na sebeurčení.